# Begoña M. Rueda
Begoña M. Rueda (Jaén, 1992) es una poetisa española. En 2021 fue galardonada con el Premio Hiperión de poesía.

## Trayectoria
Rueda nació en la ciudad andaluza de Jaén en 1992. Comenzó a escribir a los 10 años. Cursó el Grado de Filología Hispánica en la Universidad de Jaén. En 2019, se trasladó a Algeciras, donde comenzó a trabajar en la lavandería del Hospital Punta de Europa, motivo por el que no llegó a graduarse.
Durante esa etapa, escribió su poemario Servicio de lavandería para narrar sus vivencias la pandemia de COVID-19. Aparte de ese primer poemario, ha publicado otras obras por las que ha sido premiada. Esto ha avalado su trayectoria, otorgándole visibilidad y también la posibilidad de publicar todas sus obras, aunque no el suficiente reconocimiento económico como para vivir de la poesía.
En marzo de 2021, formó parte de los actos del Día Mundial de la Poesía organizados por Radio Nacional de España y el Instituto Cervantes en una lectura ininterrumpida de poemas en la que también participaron otros poetas y escritores españoles como Luis García Montero, Manuel Vilas, Isabel Pérez Montalbán, Martha Asunción Alonso o Ariadna G. García, entre otros.

## Reconocimientos
En 2015 obtuvo el primer premio en el certamen de poesía de la Universidad de Jaén con su poemario La canción del bardo. Al año siguiente, en 2016, ganó el II Premio de Poesía Joven Antonio Colinas, otorgado por la editorial La isla de Siltolá, con la obra Princesa Leia. Ese mismo año, fue finalista en el premio UCOpoética de poesía concedido por la Universidad de Córdoba.
La Facultad de Filología de la Universidad de Sevilla concedió a Rueda el I Premio Luis Cernuda en 2017. Al año siguiente, el poemario Reencarnación consiguió el primer premio de poesía de la Universidad Complutense de Madrid, además de repetir con el primer premio en la Facultad de la Universidad de Jaén con su poemario Playlist, y de obtener, con Damasco, un accésit.
En 2019, Rueda fue ganadora del XVIII Certamen Internacional de Poesía Joven Martín García Ramos de Albox, Almería, reservado a poetas menores de 30 años, con su obra Todo lo que te perdiste por meterte a monja. Ese mismo año, también se llevó el XVII Premio de Poesía Dionisia García de la Universidad de Murcia por la obra Por mi culpa, por mi culpa, por mi gran culpa y el 46.º Premio Ciudad de Burgos con la obra Error 404.
En 2021, con el poemario Servicio de lavandería ganó el XXXVI Premio Hiperión, galardón reservado para poetas menores de 35 años. El jurado estuvo compuesto por Francisco Castaño, Ben Clark, Ariadna G. García, Jesús Munárriz, y Benjamín Prado. Ese mismo año, Rueda recibió el XXIX Premio de poesía Ciudad de Córdoba 'Ricardo Molina', que otorga el Ayuntamiento de Córdoba, por su obra La mujer okupada.

## Obra
- 2016 – Princesa Leia. Ediciones de la Isla de Siltolá. ISBN 9788416682331.[18]
- 2017 – Siberia es un estado de ánimo. En Huida. ISBN 9788416980437.[19]
- 2019 – Reencarnación. Ediciones Complutenses. ISBN 9788466936149.[20]
- 2020 – Error 404. Visor. ISBN 9788498953947.[21]
- 2020 – Todo lo que te perdiste por meterte a monja. Difácil. ISBN 9788492476794.[22]
- 2021 – Por mi culpa, por mi culpa, por mi gran culpa. Universidad de Murcia, Servicio de Publicaciones. ISBN 8417865373.[23]
- 2021 – Servicio de lavandería. Hiperión. ISBN 9788490021781.[24]
- 2021 – La canción del bardo. UJA Editorial. ISBN 978-84-9159-460-4.[25]
- 2022 – La mujer okupada. Editorial Cántico. ISBN 9788418639746.[26]
- 2024 – Exitus. Pre-textos. ISBN 9788419633880.[27]
- 2025 – Objet trouvé. Universidad de Jaén. ISBN 9788491596653.[28]
- 2025 – Los poemas que no querías que se leyera tu madre. Editorial Verbum. ISBN 9788411368834.[29]